# フラームス＝ブラバント州
フラームス＝ブラバント州（Flemish Brabant (オランダ語: Vlaams-Brabant オランダ語発音: [ˌvlaːmz ˈbraːbɑnt];フランス語: Brabant flamand フランス語発音: [bʁabɑ̃ flamɑ̃])）は、ベルギー中北部に位置する州。州都はルーヴェン。首都ブリュッセルを囲むような形をしており、アントウェルペン、リンブルフ、リエージュ、ブラバン・ワロン、エノー、オースト＝フランデレンの各州と接する。
1995年、かつてのブラバント州を3つ（フラームス＝ブラバント州、ブラバン・ワロン州とブリュッセル首都圏地域）に分割して設立された。この分割はベルギーの連邦制移行に伴って行われたものであり、国土全体をフランデレン地域、ワロン地域、ブリュッセル首都圏地域の3地域に分割した過程の一環である。
州の公用語はオランダ語であるが、フランス語の話者もある程度存在し、ワロン地域圏との境界に接するいくつかの行政区域では、市民の選択によって官民間の連絡をフランス語で行うことが可能である。

## 行政区
州内は2つの行政区で構成され、基礎自治体の総数は60。
- ルーヴェン行政区 - 東部
- ハレ＝フィルフォールデ行政区 - 西部

ハレ＝フィルフォールデ行政区はブリュッセル首都圏地域を中央に含み、ブリュッセル国際空港が位置する。
| 1. アールスコート 2. アーフリゲム 3. アッセ 4. ベールセル 5. ベガイネンデイク 6. ベッケフォールト 7. ベルテム 8. ベーフェル 9. ビールベーク 10. ボールツメールベーク 11. バウテルセム 12. ディースト 13. デイルベーク 14. ドロゲンボス 15. ガルマールデン 16. ゲートベツ 17. グラブベーク | 18. ゴーイク 19. グリムベルゲン 20. ハーヒト 21. ハレ 22. ヘーレント 23. ヘルネ 24. フガールデン 25. フーイラールト 26. ホルスベーク 27. フンデンベルグ 28. カンペンホウト 29. カペッレ＝オプ＝デン＝ボス 30. ケールベーゲン 31. コルテナーケン 32. コルテンベルグ 33. クラーイネム | 34. ランデン 35. レニク 36. ルーヴェン (州都) 37. リーデケルケ 38. リンケベーク 39. リンテル 40. ロンデルゼール 41. ルブベーク 42. マヘレン 43. メイゼ 44. メルシュテム 45. オプウェイク 46. アウト＝ヘフェルレー 47. オーベレルエイセ 48. ペピンゲン 49. ロースダール | 50. ロッツェラール 51. スケルペンフーフェル＝ジヘム 52. ロド＝サン＝ジュネス 53. ルウ＝サン＝ピエール 54. ステーンオッカーゼール 55. テルナト 56. テルビュレン 57. ティールト＝ウィンゲ 58. ティーネン 59. トレーメロ 60. ビルボールデ 61. ウェメル 62. ウェーゼムベーク＝オッペム 63. ザベンテム 64. ゼムスト 65. ズートルー |